# Двострука игра (песма)
Двострука Игра је назив песме коју је српска певачица Милица Павловић објавила 18. децембра 2016. године за Гранд Продукцију као четврти сингл са њеног другог студијског албума Богиња.

## О синглу
Песма Двострука Игра је емотивна балада коју је Милица уврстила на свој други албум и пре него што је објављена је истакла да изузетно верује у емоцију ове нумере. Павловићева је истакла да је сигурна да ће жене обожавати песму, јер је реч о класичној женској причи и ситуацији у којој се свака девојка бар једном у животу нашла. 

## О ауторима
Док је радила на песмама за други албум Милица је доста дуго трагала за адекватном баладом и на крају је донела одлуку да откупи права на песму коју је снимила позната грчка певачица Паола Фока. Менаџмент српске певачице је контактирао грчког композитора Кириакоса Пападопоулоса, који је са задовољством Милици уступио права на ову нумеру. Текст песме је написала Марина Туцаковић, са којом је Милица остварила сарадњу управо на овом албуму.

## Спот за песму Двострука Игра
Милица је са својим сарадницима решила да ову песму екранизује на веома једноставан начин, а како је касније објаснила, само је желела да у први план стави чисту емоцију композиције и текста. Павловићева је у интервјуима често истицала да изузетно воли ову нумеру, па је промовисала и у многим телевизијским емисијама.

## Успех песме Двострука Игра
Песма Двострука Игра је за мање од две године забележила више од седам милиона прегледа на сајту Јутјуб, док Миличина гостовања у емисијама у којима је изводила ову нумеру броје око милион прегледа. Победница ријалитија "Задруга" Кија Коцкар је пре почетка своје музичке каријере истакла да би волела да има каријеру управо као Милица и да јој је омиљена песма управо "Двострука Игра". 